# Николаевский поселковый совет (Крым)
Никола́евский поселко́вый сове́т (укр. Миколаївська селищна рада, крымскотат. Nikolayevka qasaba şurası) — административно-территориальная единица в Симферопольском районе АР Крым Украины (фактически до 2014 года), ранее до 1991 года — в  составе Крымской области УССР в СССР.
В 1929 году был образован Николаевский сельсовет. После преобразования села Николаевка в посёлок городского типа, в 1988 году в нём был создан Николаевский поселковый совет.
Население по переписи 2001 года составило более 6 080 человек.
К 2014 году в поссовет входило 1 пгт и 6 сёл:
- Николаевка (пгт)
- Александровка
- Винницкое
- Ключевое
- Петровка
- Раздолье
- Тепловка

С 2014 года на месте поссовета находится Николаевское сельское поселение.